# Горки совхоза «Свобода»
В Большесельском районе три деревни с таким названием. Одна деревня Горки, находится в Большесельском сельском поселении непосредственно вблизи Большого Села. В Благовещенском сельском поселении есть ещё одна деревня Горки, расположенная на притоке Черёмухи Языковке.
Горки совхоза «Свобода» — деревня в Благовещенском сельском поселении Большесельского района Ярославской области.

## Население
По данным статистического сборника «Сельские населенные пункты Ярославской области на 1 января 2007 года», в деревне Горки совхоза «Свобода» проживает 1 человек.

## История
Деревня Горки указана на плане Генерального межевания Борисоглебского уезда 1792 года. В 1825 году Борисоглебский уезд был объединён с Романовским уездом. По сведениям 1859 года деревня относилась к Романово-Борисоглебскому уезду.